# Любимовский
Люби́мовский — хутор во Фроловском районе Волгоградской области России. Входит в Ветютневское сельское поселение.

## География
Хутор находится в 6 км южнее хутора Ветютнев.

## Население
| 2002 | 2010 |
| ---- | ---- |
| 0    | →0   |

## Инфраструктура
Рядом с хутором расположен артезианский колодец, пруд и водохранилище.
В окрестностях хутора расположены бахчи, огороды, поля хозяйств. Также имеются зоны покоя охотничьих хозяйств «Арчединский», «Донское», места воспроизводства диких зверей и птиц. Места для сбора грибов и ягод.

## Транспорт
В 2 км от хутора проходит трасса М6 Волгоград—Москва.